# Passer montanus
Il passero mattugio (Passer montanus (Linnaeus, 1758)) o passera mattugia è un uccello della famiglia Passeridae, molto comune nei paesi europei.

## Descrizione
Da non confondere con il passero domestico, la taglia media è di 14 cm, il peso di quasi 22 grammi e l'apertura alare è di 20-22 centimetri. Non esiste dimorfismo sessuale, il capo è di colore nocciola, gola e guance sono nere, ventre bianco, petto grigio, ali e coda marroni e nere, il dorso è marrone. Inoltre presenta un collare quasi tutto bianco. I giovani invece presentano una colorazione in generale più smorta e la macchia guanciale appena percettibile. Inoltre il becco dei giovani leggermente più chiaro a differenza del becco degli adulti.

## Biologia

### Alimentazione
Essendo onnivoro, mangia di tutto, prevalentemente semi, frutta ed insetti

### Riproduzione
Per il nido preferisce luoghi vicino ad abitazioni umane o buchi di alberi, vi depone fino a sette uova, i genitori si alternano nella cova, e nello svezzamento dei piccoli.

## Distribuzione e habitat
Lo si trova in quasi tutta Europa, Asia, ma anche in quasi tutto il resto del continente per introduzione. Frequenta le campagne, raramente i centri abitati, dove riesce a trovare cibo, e posti ideali per la riproduzione.

## Sistematica
Sono note le seguenti sottospecie:
- Passer montanus montanus (Linnaeus, 1758)
- Passer montanus dybowskii Domaniewski, 1915
- Passer montanus transcaucasicus (Buturlin, 1906)
- Passer montanus kansuensis Stresemann, 1932
- Passer montanus dilutus Richmond, 1896
- Passer montanus tibetanus Baker, 1925
- Passer montanus saturatus Stejneger, 1885
- Passer montanus hepaticus Ripley, 1948
- Passer montanus malaccensis Dubois, 1887